# Pieve di San Biagio a Lattaia
La pieve di San Biagio a Lattaia era un edificio religioso situato nel comune di Roccastrada. La sua esatta ubicazione era nei pressi della Fattoria di Lattaia, nella parte meridionale del territorio comunale.

## Storia e descrizione
Di origini medievali, la chiesa è ricordata per la prima volta in una bolla papale del 1188, in cui viene indicata l'appartenenza alla diocesi di Grosseto. L'edificio religioso raggiunse il suo apice di gloria e di prestigio durante il Duecento, epoca in cui finanziava le spedizioni crociate in Terrasanta. In epoca rinascimentale la chiesa venne quasi interamente ricostruita nei pressi della preesistente pieve medievale, di cui già in epoca seicentesca rimanevano soltanto i ruderi. In epoca ottocentesca fu deciso l'abbattimento anche del nuovo edificio religioso e la costruzione di un nuovo luogo di culto, la cappella di San Biagio a Lattaia, che da allora divenne la cappella gentilizia del complesso rurale fortificato.
Nel luogo in cui sorgeva l'originaria pieve di San Biagio a Lattaia fu realizzato, in epoca moderna, un annesso agricolo a pianta rettangolare, che sorge proprio sulle rovine dell'antica chiesa medievale. Lungo il paramento murario del fabbricato sono distinguibili alcuni conci squadrati e i punti dai quali si articolava l'abside semicircolare della pieve medievale.